# 新华西街
39°54′22″N 116°38′37″E / 39.906175°N 116.643631°E
新华西街是位于中国北京市通州区的一条街，是长安街延长线的一部分，也是北京城市副中心“十一横九纵”路网体系中“新华大街-召里大街”横向通道的一部分，西边通过八里桥南街、建国路和其中的京通快速路连接北京中心城区，向东连接新华东街，并与后者合称“新华大街”。新华西街原本是通州新城的城墙，拆除城墙后于1950年代新中国创立不久修建。

## 历史

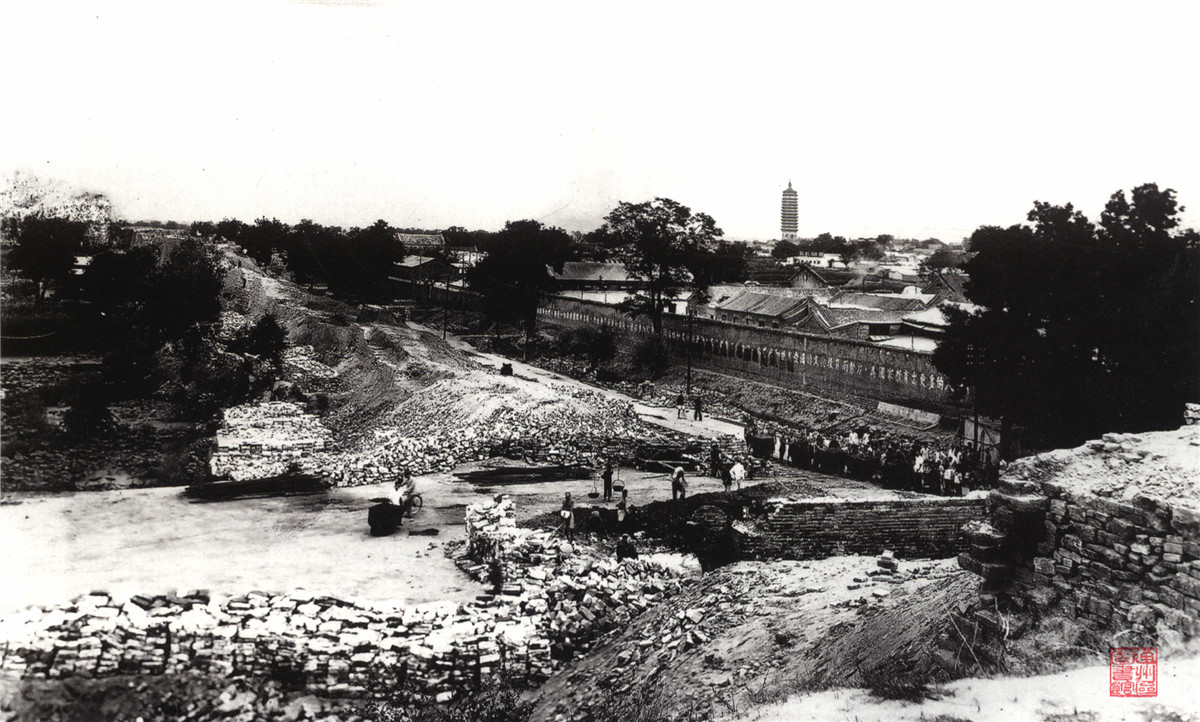
1952年，拆除通州新城北城墙后的情形。

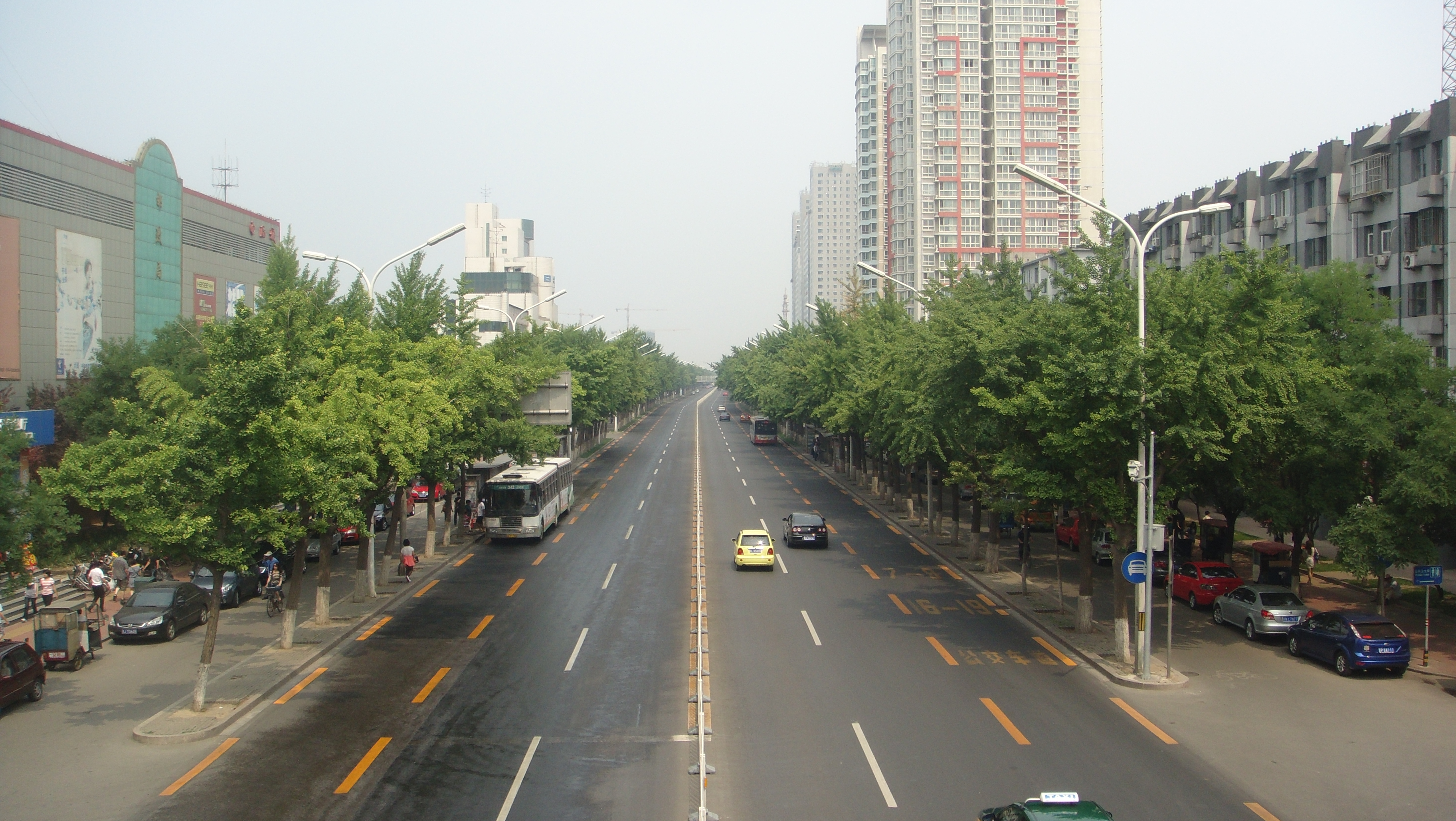
2011年的新华西街

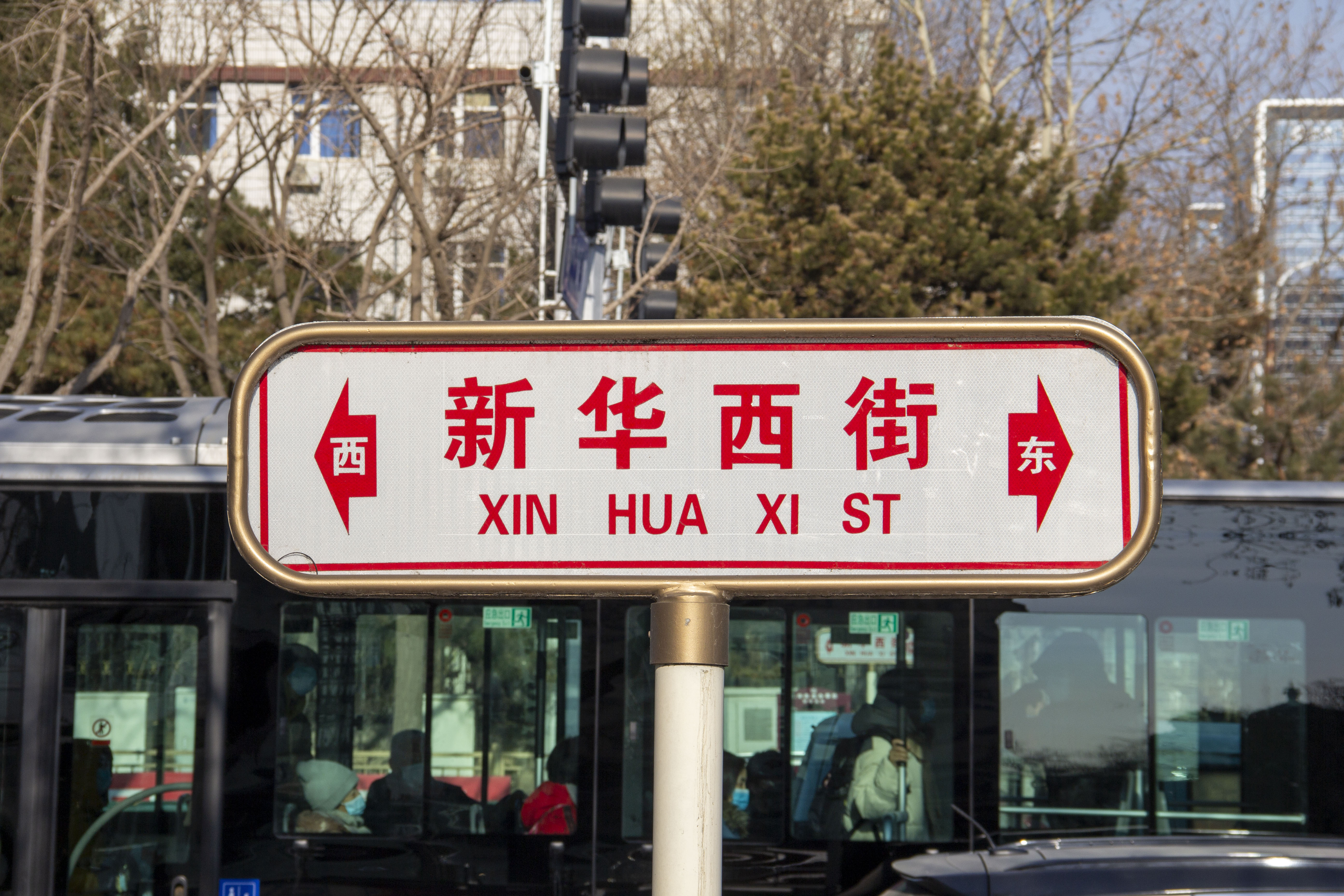
新华西街 街牌

- 1952年6月27日，通县镇政府开始拆除城墙用来改造万寿宫通惠河的一部分穿城河，建立了新华东街北运河到吉祥路南口部分，1953年延申至筛子庄[3]。
- 1957年，铺设了东水关到筛子庄的水泥路面[3]。
- 1965年，整个新华大街实施了硬化工程[3]。
- 1998年大修，疏通了下水道，铺设了天然气、自来水、电缆、广播电视、线路管道，拓宽为双向六车道，隔离带外拓展5米宽的机动车道[3]。

## 建筑物
| 新华西街南侧 | 新华西街南侧           | 新华西街南侧 | ↑ 西 新 华 西 街 东 ↓ | 新华西街北侧       | 新华西街北侧                 | 新华西街北侧  |
| ------------ | ---------------------- | ------------ | --------------------- | ------------------ | ---------------------------- | ------------- |
| 门牌号       | 建筑物、场所或单位     | 图片         | ↑ 西 新 华 西 街 东 ↓ | 图片               | 建筑物、场所或单位           | 门牌号        |
| 京津公路     | 京津公路               | 京津公路     | ↑ 西 新 华 西 街 东 ↓ | 北苑北路           | 北苑北路                     | 北苑北路      |
| 58号         | 万达广场               |              | ↑ 西 新 华 西 街 东 ↓ |                    | 文化公园                     |               |
| 58号         | 万达广场               |              | ↑ 西 新 华 西 街 东 ↓ | 中国石化北苑加油站 | 137号                        |               |
| 58号         | 万达广场               |              | ↑ 西 新 华 西 街 东 ↓ | 北苑145号院        | 145号                        |               |
| 58号         | 万达广场               |              | ↑ 西 新 华 西 街 东 ↓ | 新华西街131号院    | 131号                        |               |
| 通惠南路     | 通惠南路               | 通惠南路     | ↑ 西 新 华 西 街 东 ↓ | 通惠南路           | 通惠南路                     | 通惠南路      |
|              |                        |              | ↑ 西 新 华 西 街 东 ↓ |                    | 怡佳家园小区                 | 通惠南路8号院 |
| 帅府路       | 帅府路                 | 帅府路       | ↑ 西 新 华 西 街 东 ↓ | 邮局西侧路         | 邮局西侧路                   | 邮局西侧路    |
|              |                        |              | ↑ 西 新 华 西 街 东 ↓ |                    | 中国邮政储蓄银行（新华支行） | 57号          |
| 42号         | 新华西街小区           |              | ↑ 西 新 华 西 街 东 ↓ |                    | 北京光学仪器厂               | 51号          |
| 新仓路1号院  | 新仓路1号院            |              | ↑ 西 新 华 西 街 东 ↓ |                    | 北京光学仪器厂               | 51号          |
| 24号         | 北京市通州区教育委员会 |              | ↑ 西 新 华 西 街 东 ↓ |                    | 中国工商银行北京通州分行     | 49号          |
| 16号         | 中山街小学             |              | ↑ 西 新 华 西 街 东 ↓ |                    | 北京市通州区第四中学         | 45号          |
| 中山大街61号 | 北京ONE                |              | ↑ 西 新 华 西 街 东 ↓ |                    | 世图印刷厂                   | 15号          |
| 中山大街61号 | 北京ONE                |              | ↑ 西 新 华 西 街 东 ↓ | 通州区统计局       | 1号                          |               |
| 新华北路     | 新华北路               | 新华北路     | ↑ 西 新 华 西 街 东 ↓ | 新华南路           | 新华南路                     | 新华南路      |

|  | 通州 新城 北門 南門 新城南門 西門 東門 北極閣 文昌閣 敵樓 舊敵樓 鼓樓 文殊塔 南溪閘 減水閘 通流閘 新城大街 西大街 北大街 东大街 南关大街 南大街 西顺城街 天成巷 帥府街 東關大街 十字街 大、小紅牌樓胡同 新街下坡胡同 新街口 西倉 南倉 中倉 馬家胡同 熊家胡同 四眼井胡同 史家胡同 白將胡同 大条胡同 二条 三条胡同 小燒酒胡同 半截胡同 大燒酒胡同 中倉胡同 倉溝 史家胡同 石板胡同 如意胡同 蔡家胡同 教子胡同 東塔胡同 前剪子巷 后剪子巷 豆腐巷 八里橋 通利橋 哈叭橋 善人橋 臥虎橋 吾党橋 東水關 南水關 東海 西海 葫蘆頭 石壩 土壩 北運河 通州衛 理事廳 倉場署 刑錢府 江蘇局 浙江局 貢院 後營 東營房 西營房胡同 定邊衛 北後街 南街 黃亭 聖教寺 慈航寺 靜安寺 觀昌寺 文廟 武聖廟 大關廟 龍王觀 三官廟 萬壽宫 碧霞宫 射園 北果市 牛市口 魚市 糧食市 江米店 東柵欄口 西柵欄口 玉带河 |
|  | 光緒《通州志》中的“城池圖” |

|  | 潞苑北大街 朝阳北路 潞苑二街 潞苑南大街 通燕路 新华西街 新华东街 通胡大街 召里大街 玉带河西大街 玉带河东大街 广渠路 运河西大街 运河东大街 怡乐中街 九棵树东路 京津公路 怡乐南街 云景南大街 小圣庙街 万盛南街 云瑞南街 施园街 金榆路 怡乐西路 商通大道 通惠北路 通惠南路 翠屏西路 九棵树西路 通顺路 新华北路 新华南路 九棵树中路 滨榆西路 东关大道 故城东路 颐瑞东路 潞苑东路 芙蓉东路 潞阳大街 东六环西侧路 通怀路 通济路 张凤路 春明西路 通济路 东部发展带联络线 |
|  | 北京城市副中心十四五规划 “十一横九纵”路网体系 |

## 事故
- 2014年10月15日凌晨3时许，一辆白色本田轿车在新华西街中国工商银行门口路段南侧行驶时，撞上了路中间的隔离护栏，占据了对面两条车道。对面车道的黑色现代伊兰特轿车立即进行躲避，撞上两棵银杏树，还有一人被甩了出去，造成此车上三人死亡，一人受伤[4]。
- 2020年11月20日早上7点20分左右，新华西街与通惠南路交叉的十字路口附近，大客车与骑车人发生碰撞，骑车人当场死亡[5]。